# Embuscade de Vaussujean
L'embuscade de Vaussujean, appelée aussi massacre ou tragédie de Vaussujean, est une action militaire menée le 28 mai 1944 à Saint-Sébastien (Creuse) par des soldats français du Premier régiment de France qui ont tué d'autres Français, résistants de l'Armée secrète.

## Contexte
Le Premier régiment de France, créé par le régime de Vichy après la dissolution en novembre 1942 de l'Armée d'armistice, est chargé par Pierre Laval en premier lieu du maintien de l'ordre, c'est-à-dire d'opérations de répression contre la Résistance intérieure.
Cependant, son commandant, le général Antoine Berlon, ne souhaite pas d'affrontements directs de son unité avec les « terroristes » et s'emploie principalement à des missions de protection d'installations ferroviaires et électriques. Il affecte ainsi en mai 1944 un sous-groupement de 300 hommes, sous les ordres du capitaine Calvel, à la garde de la ligne ferroviaire Paris-Toulouse, entre Argenton-sur-Creuse et La Souterraine, et du barrage hydroélectrique d'Éguzon. Une trentaine d'hommes de l'escadron cycliste du 3e bataillon, commandés par le lieutenant Charles Bonioli, assisté du sergent Marcel Paniez, tiennent un poste de surveillance à Saint-Sébastien, à 6 km au sud d'Éguzon, au hameau de Vaussujean, en bordure de la ligne de chemin de fer, avec pour mission de protéger cette dernière.

## L'embuscade
Le 27 mai 1944, vers 18 h, 23 résistants de la compagnie Louis-Henry de l'Armée secrète de la Creuse, à bord d'une bétaillère, d'un camion et d'une camionnette, se rendent aux environs de Bélâbre pour y réceptionner un parachutage nocturne. Ils sont en tenue civile et les véhicules passent groupés et à petite vitesse devant le poste de surveillance, qui n'intervient pas. Le lieutenant Bonioli se trouve devant le poste et est hélé amicalement par des hommes du convoi. Dans les minutes qui suivent, un collaborateur notoire, habitant à côté, vient se plaindre en assurant qu'il s'agit de maquisards. Le lieutenant fait aussitôt installer une arme automatique dans le grenier du poste.
Le lendemain, les résistants reviennent du parachutage, toujours en civil. Alors qu'ils s'attendent à passer sans encombre comme la veille, ils sont arrêtés par une sentinelle qui crie « aux armes ». Le poste ouvre le feu au sol sur les véhicules et sur les hommes qui s'en échappent et cherchent à s'abriter en se couchant dans le fossé de la route et derrière les haies. L'arme automatique du grenier bat le fossé à tir plongeant. Sept hommes sont tués. Les survivants, dont plusieurs sont blessés, tentent de s'échapper. Le sergent Paniez est envoyé par son lieutenant pour faire des prisonniers et en ramène deux. Le lieutenant fait ensuite arrêter trois résistants qui habitent aux alentours et les livre à la Milice vichyste, ainsi que les deux prisonniers. Il saisit les armes parachutées, ainsi que dix millions de francs envoyés par Londres à la Résistance, et laisse ses hommes dépouiller les morts.
Les prisonniers sont interrogés et torturés par les Miliciens à La Souterraine et à Limoges. Victor Renaud, membre du réseau Alliance et de l'Armée secrète, habitant à Vaussujean, est torturé à Limoges par l'ex-cagoulard Jean Filiol et son équipe, puis condamné à mort par une « cour martiale » de la milice, composée de « juges » français, et fusillé le 23 juin par un peloton de gardes civils français.

## Épilogue
Ce massacre de Français par des Français s'explique principalement par les sentiments de haine qui animent les milieux vichystes au début de 1944 et motivent l'initiative du lieutenant Bonioli. Le général Berlon couvre l'opération et fait récompenser le lieutenant, mais donne des instructions ambigües : ne procéder qu'à des contrôles intermittents et ne pas tirer les premiers. Le lieutenant rejoint la Résistance trois mois après, comme le sergent Paniez. Il est abattu au Blanc le 27 octobre 1944 par Paniez en personne, sans qu'on soit certain qu'il s'agisse d'une exécution concertée, comme celle effectuée le 15 août précédent sur l'ancien député du Blanc Albert Chichery, ou d'un crime. À l'automne 1944, un tribunal militaire a jugé à Bourges quelques-uns des participants et responsables de l'embuscade de Vaussujean.

## Mémoriaux à Vaussujean
- Monument aux sept Résistants tués sur place : Henri Alix[6], Paul Barrat, Paul Lecutt, André Bajollet, Roger Maury, Modesto Clotet et Martin Gonzales, ces deux derniers étant des Républicains espagnols[7]
- Monument à Victor Renaud, cf. l'article de La Montagne en référence

## Sources
- « Compte-rendu sur l'engagement du 31 mai 1944 au poste de Vaussujean », capitaine Calvel, Éguzon, 31 mai 1944, compte-rendu « officiel » du 1er RF, archives du procès de Bourges
- Drames et secrets de la Résistance, Gilles Lévy, p. 83-102, Presses de la Cité, Paris, 1984
- « Retour sur un épisode de la guerre franco-française : la tragédie de Vaussujean (28 mai 1944) », Jean-Louis Laubry, p. 6-11, in Bulletin de l'ARSVHRC, no 11, Éguzon, février 2008
- Le temps du maquis, histoire de la Résistance en Creuse, Marc Parrotin, p. 323-344, Aubusson, 1981
- « Victimes du tortionnaire et assassin Filliol en Limousin (mai-juin 1944) », Marc Parrotin, in Bulletin de la Société historique et archéologique du Périgord, no 2, 2005.
- Guy Lebon, chef du maquis FTP blancois, Jean-Claude Fillaud, 170 p., Association des amis de Mérigny et de ses environs, Mérigny, 2011